# Campeonato Europeo de Patinaje Artístico sobre Hielo de 1947
El XXXVIII Campeonato Europeo de Patinaje Artístico sobre Hielo se realizó en Davos (Suiza) del 31 de enero al 2 de febrero de 1947. Fue organizado por la Unión Internacional de Patinaje sobre Hielo (ISU) y la Federación Suiza de Patinaje sobre Hielo. En este campeonato se permitió la participación de patinadores de otros continentes.

## Resultados

### Masculino
| Puesto | Nombre           | País           | Puntos |
| ------ | ---------------- | -------------- | ------ |
| Oro    | Hans Gerschwiler | Suiza          |        |
| Plata  | Vladislav Čáp    | Checoslovaquia |        |
| Bronce | Fernand Leemans  | Bélgica        |        |

### Femenino
| Puesto | Nombre            | País           | Puntos |
| ------ | ----------------- | -------------- | ------ |
| Oro    | Barbara Ann Scott | Canadá         |        |
| Plata  | Gretchen Merrill  | Estados Unidos |        |
| Bronce | Daphne Walker     | Reino Unido    |        |

### Parejas
| Puesto | Nombre                                      | País        | Puntos |
| ------ | ------------------------------------------- | ----------- | ------ |
| Oro    | Michelle Lannoy / Pierre Baugniet           | Bélgica     |        |
| Plata  | Winifred Silverthorne / Dennis Silverthorne | Reino Unido |        |
| Bronce | Suzanne Diskeuve / Edmond Verbustel         | Bélgica     |        |

## Medallero
| Núm. | País           | Oro | Plata | Bronce | Total |
| ---- | -------------- | --- | ----- | ------ | ----- |
| 1    | Bélgica        | 1   | 0     | 2      | 3     |
| 2    | Canadá         | 1   | 0     | 0      | 1     |
| 2    | Suiza          | 1   | 0     | 0      | 1     |
| 4    | Reino Unido    | 0   | 1     | 1      | 2     |
| 5    | Checoslovaquia | 0   | 1     | 0      | 1     |
| 5    | Estados Unidos | 0   | 1     | 0      | 1     |
|      | TOTAL          | 3   | 3     | 3      | 9     |